# Polythrena angularia
Polythrena angularia är en fjärilsart som beskrevs av John Henry Leech 1897. Polythrena angularia ingår i släktet Polythrena och familjen mätare. Inga underarter finns listade i Catalogue of Life.